# Константин Гіс
Константин Гіс (фр. Constantin Guys; 3 грудня 1802, Вліссінген — 13 березня 1892, Париж) — французький художник.

## Біографія

### Раннє життя
Константін Гіс народився в місті Вліссінген 3 грудня 1802 року в родині Франсуа-Лазара Гіс, віце-консула Франції та військового комісара з Ла-Сьйота.

### Військова кар'єра
Починав з військової кар'єри. Йому ледве виповнилося 19 років як він сів у Марселі на датський корабель «Le Jupiter» у жовтні 1821 року, щоб узяти участь у війні за незалежність Греції. Багато членів його родини, особливо його батько, часто бували в Леванті протягом двох століть як купці або консульські агенти.

### Творча кар'єра
У 1830 році він набув слави в галузі мистецтва завдяки малюнкам і літографіям. Все своє життя він залишався вірним цим двом способам вираження, що дозволило йому стати плідним і яскравим літописцем життя свого часу.
У 1854 і 1855 роках він подорожував до Криму і ілюстрував події Кримської війни для британського журналу «The Illustrated London News».
Йому присвячується поема Шарля Бодлера «Rêve parisien» (опублікована у збірці «Квіти зла» (фр. «Les Fleurs du mal»)). Бодлер пише про свою роботу «Художник сучасного життя» (фр. «Le Peintre de la vie moderne»), яку можна розглядати як есе чи панегірик, і в якій він чітко визначає поняття сучасності.

### Смерть
Константин Гіс помер 13 березня 1892 року в Парижі та був похований на паризькому кладовищі Пантен.

## Картини

### У Франції
- Deux Ouvrières en promenade, vues de dos[9]
- La Promenade au bois de Boulogne[10]
- Les Honneurs militaires rendus à un équipage royal[11]
- Trois Dames espagnoles en promenade[12]
- À l'Entracte
- Au Bal Mabille[13]
- Au Bal public[14]
- Au Salon, scène de maison close[15]
- Aux Champs-Élysées[16]
- Bal public[17]
- Napoléon III au retour de la guerre d'Italie
- Une Élégante
- Femme en crinoline
- Vanité
- Jeune Espagnole
- Le Chahut
- Au foyer du théâtre
- Promenade en carrosse
- Fille[18]